# Mouvement du 10 juin

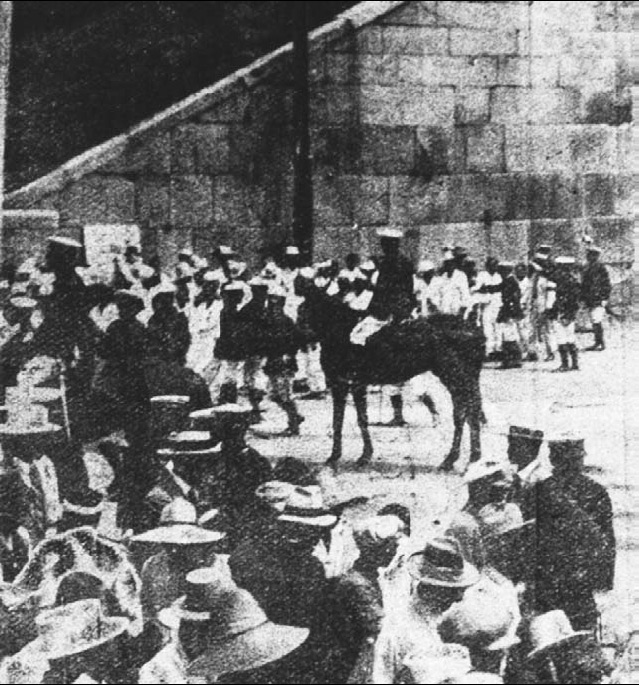
La police japonaise réprime la foule qui tente d'organiser une manifestation pour l'indépendance nationale.

Le mouvement du 10 Juin (hangeul : 6.10 만세운동 ; hanja : 六十萬歲運動 ; RR : Yuk Sip Undong) est un mouvement de résistance coréenne à la présence japonaise dans le pays qui a lieu le 10 juin 1926. Il prend pour fond les funérailles de Sunjong (dernier roi de la période Joseon) qui sont organisées ce jour-là, et s'inspire pour son organisation du Mouvement du 1er Mars qui s'est déroulé en 1919 lors des funérailles du roi Kojong.
Les manifestations nombreuses incitent les autorités japonaises à durcir les règles de censure des journaux et à combattre plus durement les associations de gauche et les syndicats.